# غراهام كوبر
غراهام كوبر (بالإنجليزية: Graham Cooper)‏ (22 مايو 1962 بهدرسفيلد في المملكة المتحدة - ) هو لاعب كرة قدم بريطاني في مركز الوسط. لعب مع نادي ريكسهام ونادي يورك سيتي وهدرسفيلد تاون ونادي هاليفاكس تاون ونورثويتش فيكتوريا.

## وصلات خارجية
- غراهام كوبر على موقع قاعدة بيانات كرة القدم.إي يو (الإنجليزية)